# فرانك بي. غاري
فرانك بي. غاري (بالإنجليزية: Frank B. Gary)‏ هو قاضي ومحامي وسياسي أمريكي، ولد في 9 مارس 1860 في الولايات المتحدة، وتوفي في 7 ديسمبر 1922 في تشارلستون في الولايات المتحدة. حزبياً، نشط في الحزب الديمقراطي. وقد انتخب عضو مجلس نواب كارولاينا الجنوبية وانتخب عضو مجلس الشيوخ الأمريكي.